# Rififi
Rififi (fr. Du rififi chez les hommes) – francuski film kryminalny z 1955 roku w reżyserii Julesa Dassina, zrealizowany na podstawie powieści Auguste'a Le Bretona pod tym samym tytułem. 

## Fabuła
Fabuła filmu obraca się wokół czterech kryminalistów – Tony'ego (Jean Servais), Jo (Carl Möhner), Maria (Robert Manuel) oraz Cesara (w tej roli sam Dassin), którzy planują obrabowanie banku. Jakkolwiek sama operacja się udaje, policja wpada na trop gangu, co niesie ze sobą szereg konsekwencji.

## Znaczenie
Wygnany ze Stanów Zjednoczonych jako ofiara „polowania na czarownice”, Dassin zrealizował Rififi pod wpływem amerykańskiego kina noir, w którego tworzeniu uczestniczył za sprawą takich filmów jak Nagie miasto. Film odniósł olbrzymi sukces komercyjny: w latach 50. XX wieku zarobił 240 milionów franków. Na 8. MFF w Cannes Dassin otrzymał nagrodę dla najlepszego reżysera, a sam film znalazł się w piątce najlepszych filmów zagranicznych roku według National Board of Review. Patrice Doré w retrospektywnej recenzji dla czasopisma „Sequences” uznał Rififi za „największy francuski film noir”, który przetarł szlak dla innych dzieł poświęconych napadom na banki.